# William Joseph Brennan Jr.
William Joseph Brennan Jr. (Newark, 25 de abril de 1906 – Washington, D.C., 24 de julho de 1997) foi um membro da Suprema Corte dos Estados Unidos. Ele foi o sétimo juiz mais antigo no Supremo História da Corte, e conhecido por ser um líder da ala liberal da Corte.

## Biografia
Nascido em Newark, Nova Jersey, Brennan estudou economia na Universidade da Pensilvânia, depois frequentou a Harvard Law School. Ingressou na advocacia privada em Nova Jersey e serviu no Exército dos Estados Unidos durante a Segunda Guerra Mundial. Ele foi nomeado em 1951 para a Suprema Corte de Nova Jersey. Pouco antes da eleição presidencial de 1956, o presidente Dwight D. Eisenhower usou uma nomeação de recesso para colocar Brennan na Suprema Corte. Brennan ganhou a confirmação do Senado no ano seguinte. Permaneceu na Corte até sua aposentadoria em 1990, sendo sucedido por David Souter.
Na Suprema Corte, Brennan era conhecido por seus pontos de vista progressistas, incluindo oposição à pena de morte e apoio aos direitos do aborto e dos homossexuais. Ele é autor de várias opiniões de casos marcantes, incluindo Baker v. Carr (1962), estabelecendo que a divisão dos distritos legislativos é uma questão judiciária, Eisenstadt v. Baird, que tornou a contracepção legal para pessoas solteiras e ajudou a solidificar a revolução sexual, e New York Times Co. x Sullivan(1964), que exigia "dolo real" em ações de difamação movidas por funcionários públicos.
Devido à sua capacidade de moldar uma variedade de opiniões amplas e "barganhar" por votos em muitos casos, ele foi considerado um dos membros mais influentes do Tribunal. O juiz Antonin Scalia chamou Brennan de "provavelmente o juiz mais influente do século [XX]".

## Cotações
- “Nós, juízes atuais, lemos a Constituição da única maneira que podemos: como americanos do século XX e o que o texto significa em nosso tempo. Pois o gênio da Constituição repousa não em qualquer significado estático que poderia ter tido em um mundo que está morto e enterrado, mas na adaptabilidade de seus grandes princípios para lidar com os problemas e necessidades atuais."[5]

- "As nações do mundo, confrontadas com ameaças repentinas à sua própria segurança, olharão para a experiência de Israel em lidar com sua contínua crise de segurança, e podem muito bem encontrar nessa experiência a perícia para rejeitar as alegações de segurança que Israel expôs como infundadas e coragem para preservar as liberdades civis que Israel preservou sem prejudicar sua segurança".[6]
- "Sucessivas gerações de americanos continuaram a respeitar essas escolhas fundamentais e a adotá-las como seu próprio guia para avaliar práticas históricas bastante diferentes. Cada geração tem a opção de anular ou adicionar aos princípios fundamentais enunciados pelos autores; a Constituição pode ser alterada ou pode ser ignorado."
- “A visão constitucional da dignidade humana rejeita a possibilidade de uma ortodoxia política imposta de cima; ela respeita o direito de cada indivíduo de formar e expressar julgamentos políticos, por mais distantes que se desviem do mainstream e por mais inquietantes que sejam para os poderosos ou a elite."
- "A disseminação de idéias não pode realizar nada se os destinatários dispostos não forem livres para recebê-las e considerá-las. Seria um mercado estéril de idéias que tivesse apenas vendedores e nenhum comprador." Lamont v. Postmaster General, 381 US 301 (1965).
- "O sexo, uma grande e misteriosa força motriz na vida humana, tem sido indiscutivelmente um assunto de grande interesse para a humanidade através dos tempos." Roth v. Estados Unidos, 354 US 476 (1957).
- "Consideramos este caso no contexto de um profundo compromisso nacional com o princípio de que o debate sobre questões públicas deve ser desinibido, robusto e aberto, e que pode incluir ataques veementes, cáusticos e às vezes desagradavelmente contundentes, sobre o governo e funcionários públicos." New York Times Co. v. Sullivan, 376 US 254 (1964).
- "Não posso aceitar a noção de que os advogados são uma das punições que uma pessoa recebe apenas por ser acusada de um crime." Jones v. Barnes, 463 US 745, 764 (1983).
- "Aqueles a quem queremos banir da sociedade ou da própria comunidade humana muitas vezes falam com uma voz muito fraca para ser ouvido acima da exigência de punição da sociedade. É o papel particular dos tribunais ouvir essas vozes, pois a Constituição declara que o coro majoritário não pode por si só ditar as condições da vida social”. McCleskey v. Kemp, 481 US 279 (1987).
- "O Tribunal afirma em seguida que sua relutância em considerar as provas do peticionário como suficientes se baseia em parte no medo de que o reconhecimento da alegação de McCleskey abra a porta para desafios generalizados a todos os aspectos da sentença criminal... parece sugerir um medo de muita justiça." McCleskey v. Kemp, 481 US 279 (1987).
- "Se o Tribunal tivesse derrubado a oração legislativa hoje, provavelmente teria estimulado uma reação furiosa. Mas também, estou convencido, teria revigorado tanto o 'espírito da religião' quanto o 'espírito da liberdade'". Chambers, 463 US 783 (1983).
- “Se o direito à privacidade significa alguma coisa, é o direito do indivíduo, casado ou solteiro, de estar livre de intromissões governamentais injustificadas em assuntos que afetam tão fundamentalmente uma pessoa como a decisão de gerar ou gerar um filho”. Eisenstadt v. Baird, 405 US 438 (1972).
- “Não podemos imaginar nenhuma resposta mais apropriada para queimar uma bandeira do que agitar a própria bandeira, nenhuma maneira melhor de contrariar a mensagem de um bandeirante do que saudando a bandeira que queima, nenhum meio mais seguro de preservar a dignidade mesmo da bandeira que queimou do que por – como uma testemunha aqui fez - de acordo com seus restos um enterro respeitoso. Não consagramos a bandeira punindo sua profanação, pois ao fazê-lo diluímos a liberdade que este emblema querido representa." Texas v. Johnson, 491 US 397 (1989).